# Habsburg–Toscanai Péter Ferdinánd főherceg
Habsburg–Toscanai Péter Ferdinánd Szalvátor főherceg (Erzherzog Peter Ferdinand Salvator Karl Ludwig Maria Joseph Leopold Anton Rupert Pius Pancraz von Österreich-Toskana, Salzburg, 1874. május 12. – Sankt Gilgen, Salzburg, 1948. november 8.) osztrák főherceg, Toszkána hercege, császári és királyi tábornok.

## Élete

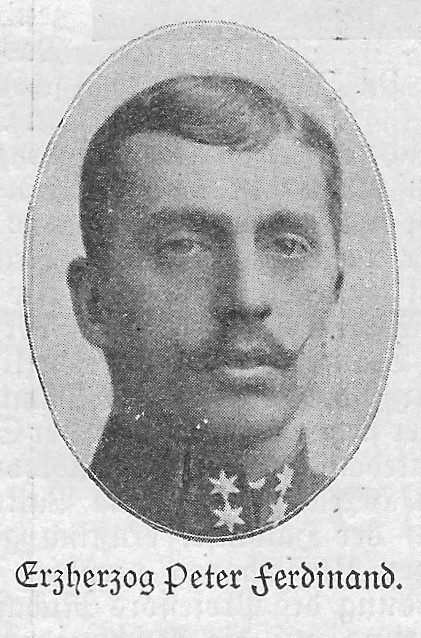
Péter Ferdinánd Szalvátor főherceg

### Származása, testvérei
Péter Ferdinánd Szalvátor főherceg 1874. május 12-én született Salzburgban. Édesapja IV. Ferdinánd (1835–1908) volt, Toszkána utolsó nagyhercege, II. Lipót toszkánai nagyhercegnek és az olasz Bourbon (Borbone) házból való Mária Antónia nápoly–szicíliai királyi hercegnőnek legidősebb fia.
Édesanyja Ferdinánd második felesége, a Bourbon-házból származó Aliz Bourbon–parmai hercegnő (1849–1935) volt, III. Károly parmai herceg és Lujza Mária Terézia francia királyi hercegnő leánya. A házaspárnak tíz gyermeke született (Habsburg–Toscanai főhercegek és főhercegnők):
1. Lipót Ferdinánd Szalvátor főherceg (1868–1935), későbbi polgári nevén Leopold Wölfling,
2. Lujza Antonietta főhercegnő (1870–1947), aki III. Frigyes Ágosthoz (1865–1932), Szászország utolsó királyához ment feleségül,
3. József Ferdinánd Szalvátor főherceg (1872–1942), cs. és kir. vezérezredes, első világháborús hadseregparancsnok.
4. Péter Ferdinánd Szalvátor főherceg
5. Henrik Ferdinánd Szalvátor főherceg (1878–1969), cs. és kir. vezérőrnagy, aki 1919-ben a polgári származású Maria Karoline Ludeschert vette feleségül.
6. Anna Mária Terézia főhercegnő (1879–1961), aki 1901-ben Johannes zu Hohenlohe–Bartenstein und Jagstberg német herceghez (1863–1921) ment feleségül.
7. Margit Mária Albertina főhercegnő (1881–1965)
8. Germána Mária Terézia főhercegnő (1884–1955)
9. Róbert Szalvátor főherceg (1885–1895)
10. Ágnes Mária Terézia főhercegnő (1891–1945)

### Tanulmányai, pályafutásának kezdete
A toszkánai nagyhercegi család az Olasz Királyság kikiáltása után Salzburgba költözött. Péter Ferdinánd a bécsújhelyi Mária Terézia Katonai Akadémiát (Theresianische Militärakademie) járta ki, majd az Akadémia elvégzése után, 1893. augusztus 18-án hadnagyként a salzburgi 59. sz. gyalogezrednél lépett szolgálatba. Még ebben az évben az Aranygyapjas rend lovagja lett.  A következő években különféle csapatoknál szolgált (41., 93., 59. gyalogezredek, 4. tiroli hegyivadász-ezred). Nagykorúságával, 1894. május 12-én automatikusan tagja lett a Főrendiháznak. 1896.május 1-jén főhadnaggyá léptették elő. 1896-ban a bécsi vezérkari akadémiára (Kriegsschule) járt, amelyet kitűnő eredménnyel végzett el. 1899. május 1-jén kapitánnyá és századparancsnokká, 1903. május 1-jén őrnaggyá lépették elő. 1901. augusztus 26-án az 59. gyalogezredhez helyezték. 1905. május 1-jén alezredesi rangot kapott, 1907. november 1-én pedig ezredessé léptették elő. 1908. augusztus 18-án Ferenc József a 66. gyalogezred tulajdonosává nevezte ki. 1909 márciusában a 32. Mária Terézia nevét viselő budapesti háziezred parancsnoka lett.
Más főhercegekhez hasonlóan, akik a politikai és üzleti élet irányításában nem vehettek részt, Péter Ferdinánd érdeklődése más területek felé fordult: nagy zenebarát volt, és zeneszerzéssel is foglalkozott.
1911. május 1-én vezérőrnaggyá léptették elő, majd 1914. április 23-án altábornagy lett.

### Az első világháborúban
Az első világháború elején, 1914 augusztusában a 25. gyalogos hadosztály parancsnoka lett, amely Galíciában és Dél-Lengyelországban harcolt. 1915 júniusában felmentették a hadosztály parancsnoksága alól. 1917. április 17-én gyalogsági tábornokká léptették elő és ismét szolgálatba helyezték, az olasz fronton lett hadtestparancsnok. Részt vett a caporettói áttörésben.

### Házassága, gyermekei

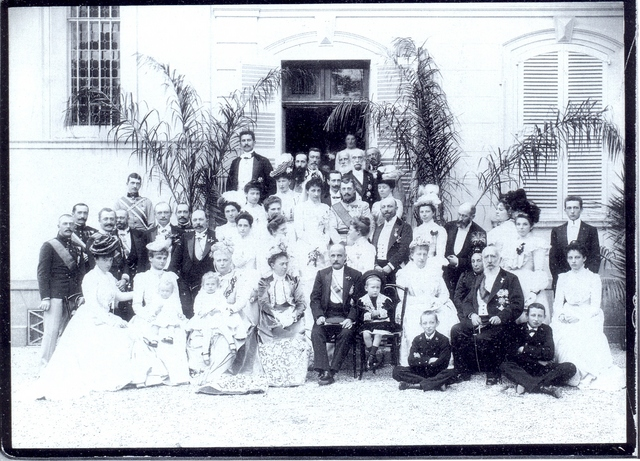
Péter Ferdinánd főherceg és Mária Krisztina Karolina hercegnő esküvője 1900. november 1-én

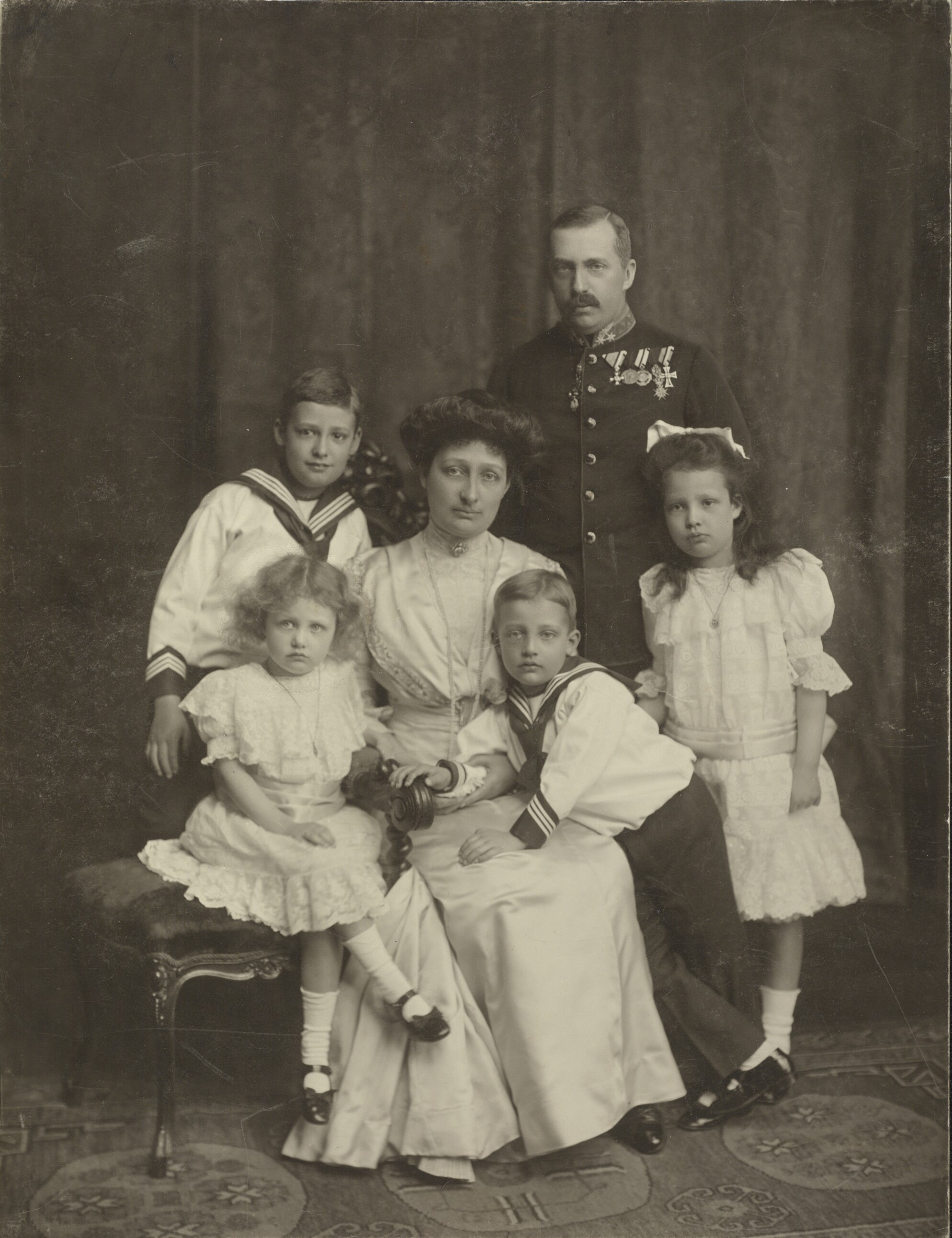
Péter Ferdinánd főherceg családja körében (1909 körül)

Péter Ferdinánd 1900. november 8-án Cannes-ban feleségül vette Mária Krisztina Karolina hercegnőt (1877–1947), II. Ferenc nápoly–szicíliai király unokahúgát. Négy gyermekük született:
- Gottfried (1902–1984)
- Helena (1903–1924)
- Georg (1905–1952)
- Rosa (1906–1983)

### Utolsó évei
A háború után Luzernben élt családjával. 74 éves korában halt meg St. Gilgenben, és a helyi temetőben temették el.

## Fordítás
Ez a szócikk részben vagy egészben  a   Peter Ferdinand von Österreich-Toskana című német Wikipédia-szócikk fordításán alapul.  Az eredeti cikk szerkesztőit annak laptörténete sorolja fel. Ez a jelzés csupán a megfogalmazás eredetét és a szerzői jogokat jelzi, nem szolgál a cikkben szereplő információk forrásmegjelöléseként.